# 1964年夏季奧林匹克運動會摔跤比賽
1964年夏季奥林匹克运动会摔跤比赛于10月11日至19日在日本东京驹泽奥林匹克公园体育馆举行，比赛共分为16个男子小项，古典式和自由式各8个。

## 奖牌得主

### 古典式
| 项目     | 金牌                                  | 银牌                                | 铜牌                                      |
| 蝇量级   | 花原勉 · 日本（JPN）                  | Angel Kerezov · 保加利亚（BUL）     | 杜米特鲁·珀尔武列斯库 · 罗马尼亚（ROU）   |
| 雏量级   | 市口政光 · 日本（JPN）                | Vladlen Trostyansky · 苏联（URS）   | 扬·切尔内亚 · 罗马尼亚（ROU）             |
| 次轻量级 | 波亚克·伊姆赖 · 匈牙利（HUN）         | Roman Rurua · 苏联（URS）           | 布拉尼斯拉夫·马丁诺维奇 · 南斯拉夫（YUG） |
| 轻量级   | 卡泽姆·艾瓦兹 · 土耳其（TUR）         | 瓦列留·布拉尔卡 · 罗马尼亚（ROU）   | David Gvantseladze · 苏联（URS）          |
| 次中量级 | Anatoly Kolesov · 苏联（URS）         | Kiril Petkov · 保加利亚（BUL）      | 贝蒂尔·尼斯特伦 · 瑞典（SWE）             |
| 中量级   | 布拉尼斯拉夫·西米奇 · 南斯拉夫（YUG） | Jiří Kormaník · 捷克斯洛伐克（TCH） | 洛塔尔·梅茨 · 德国联队（EUA）             |
| 次重量级 | Boyan Radev · 保加利亚（BUL）         | 佩勒·斯文松 · 瑞典（SWE）           | 海因茨·基尔 · 德国联队（EUA）             |
| 重量级   | 科兹马·伊什特万 · 匈牙利（HUN）       | 阿纳托利·罗希钦 · 苏联（URS）       | 维尔弗里德·迪特里希 · 德国联队（EUA）     |

### 自由式
| 项目     | 金牌                              | 银牌                             | 铜牌                                  |
| 蝇量级   | 吉田义胜 · 日本（JPN）            | 張昌宣 · 韩国（KOR）             | Ali Akbar Heidari · 伊朗（IRI）       |
| 雏量级   | 上武洋次郎 · 日本（JPN）          | 侯赛因·阿克巴什 · 土耳其（TUR）  | Aydin Ibrahimov · 苏联（URS）         |
| 次轻量级 | 渡边长武 · 日本（JPN）            | Stancho Kolev · 保加利亚（BUL）  | Nodar Khokhashvili · 苏联（URS）      |
| 轻量级   | Enyu Valchev · 保加利亚（BUL）    | 克劳斯·罗斯特 · 德国联队（EUA）  | 堀内岩雄 · 日本（JPN）                |
| 次中量级 | 伊斯梅尔·奥甘 · 土耳其（TUR）     | Guliko Sagaradze · 苏联（URS）   | Mohammad Ali Sanatkaran · 伊朗（IRI） |
| 中量级   | 普罗丹·加尔杰夫 · 保加利亚（BUL） | 哈桑·京格尔 · 土耳其（TUR）      | 丹尼尔·布兰德 · 美国（USA）           |
| 次重量级 | Aleksandr Medved · 苏联（URS）    | 艾哈迈德·阿耶克 · 土耳其（TUR）  | Said Mustafov · 保加利亚（BUL）       |
| 重量级   | Aleksandr Ivanitsky · 苏联（URS） | Lyutvi Ahmedov · 保加利亚（BUL） | 哈米德·卡普兰 · 土耳其（TUR）         |

## 参赛国家和地区
本赛共有来自42个国家和地区的275名运动员参加：
- 阿富汗（8）
- 阿根廷（4）
- （8）
- 奥地利（4）
- 比利时（3）
- 保加利亚（16）
- 加拿大（4）
- 捷克斯洛伐克（4）
- 丹麦（3）
- 埃及（4）
- 芬兰（10）
- 法国（3）
- 德国联队（14）
- 英国（6）
- 希腊（5）
- 匈牙利（10）
- 印度（8）
- 伊朗（12）
- 爱尔兰（2）
- 意大利（5）
- 日本（16）
- 韩国（13）
- 卢森堡（1）
- 墨西哥（4）
- 蒙古（8）
- 新西兰（2）
- 挪威（1）
- 巴基斯坦（6）
- 巴拿马（3）
- 菲律宾（4）
- 波兰（5）
- 罗马尼亚（10）
- 苏联（16）
- 西班牙（1）
- 瑞典（9）
- 瑞士（3）
- 土耳其（15）
- 美国（16）
- 南斯拉夫（4）[2]